# Leo S. Olschki (editorial)
Leo S. Olschki és una editorial italiana fundada a Verona el 1886 per Leo Samuele Olschki, editor i llibreter antiquari originari de Prússia Oriental. Posteriorment fou transferida a Venècia i després a Florència.

## Història

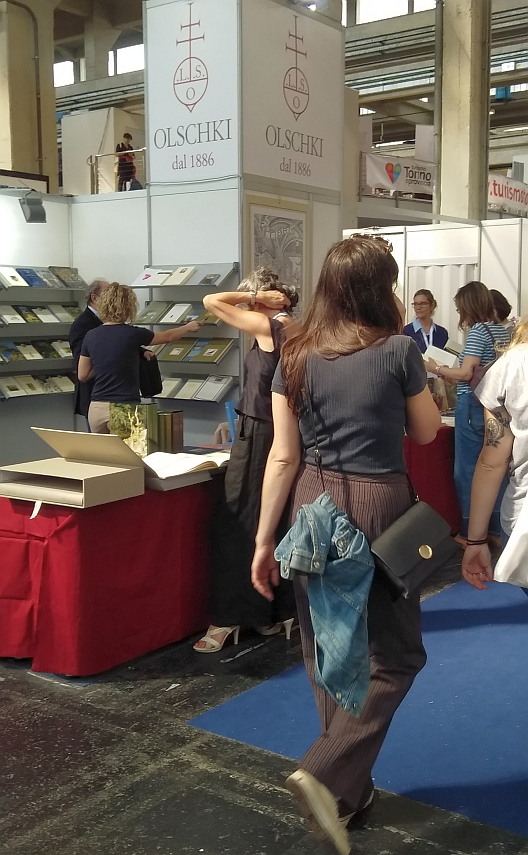
Parada d'Olschki al Salone del libro 2018

Leo Samuele Olschki nasqué el 1861 en territori polonès de Prússia Oriental. Descendent d'una família de tipògrafs jueus, el 1879, després dels seus primers estudis, es mudà a Berlín. El 1883 s'establí a Itàlia i aterrà a Verona, on esdevingué director de la Libreria Antiquaria Münster. L'1 de març del 1886 fundà, a Verona, la Libreria Antiquaria Editrice i públicà el seu primer catàleg d'incunables. El creixement de l'activitat feu que el 1890 es traslladés a Venècia. Després de set anys, es mudà definitivament a Florència.
Amb el desenvolupament de l'activitat editorial, el 1909 decidí adquirir una tipografia que anomenà «Giuntina», en referència als Giunti, famosos tipògrafs florentins del segle xvi. La «Giuntina» fou la impremta de les Edizioni della Voce. Posteriorment, expandint la seva activitat, creà una filial a Roma: el 1914 a via Condotti 7, després a via Fontanella Borghese 20-22 i, finalment, a via del Babuino 153, seu que romandria activa fins al final de la Segona Guerra Mundial.
Durant la guerra del 1915-1918 Olschki, que no tenia la nacionalitat italiana, havent mantingut el passaport alemany, es veié obligat a exiliar-se i es mudà a Ginebra, on fundà Salso (acrònim de «Société Anonyme Leo S. Olschki»). El 1920, passada la guerra, tornà a Itàlia, tot i que acabà morint a Suïssa el 1940.
Els fets bèl·lics perjudicaren greument el patrimoni de la Libreria Antiquaria i de l'editorial, amb greus destruccions provocades per mines a Florència, a la riba del Mugnone, i al lungarno Corsini. A conseqüència de les lleis racials del règim feixista, que no permetien als ciutadans «no aris» de dur a terme activitats industrials, l'editorial fou obligada a treure el seu propi nom de les cobertes dels llibres. La impremta Giuntina fou venuda forçosament pel mateix motiu.
El 1950, els fills de Leo, Cesare i Aldo, transferiren l'editorial de les ruïnes de via Puccinotti al nucli antic de Florència, a via delle Caldaie. Reforçaren els contactes internacionals i tornaren a començar enfocats a la difusió a l'exterior. A la mort d'Aldo Olschki el 1963, la responsabilitat passà al seu fill Alessandro (a qui succeïren el 2011 els seus propis dos fills, Daniele i Costanza), que mantingué l'especialització de l'editorial en el sector cultural.
Seguint la filosofia empresarial de mantenir en catàleg el major nombre de publicacions, encara que fossin antigues, el catàleg general publicat el 1966 inventariava uns dos mil títols. Tanmateix, aquesta etapa tingué un brusc epíleg quan una crescuda de l'Arno submergí el magatzem de via Ghibellina, destruint més de 200 tones de volums.
Després de dinou anys, les instal·lacions de via delle Caldaie es feren petites. El 1969, l'editorial es mudà a una vil·la del Cinquecento, entre viale Europa i via di Villamagna, per continuar la seva activitat.
El catàleg de l'editorial comprèn aproximadament 4.000 títols i 25 publicacions periòdiques, incloent-hi Archivio storico italiano, la revista italiana més antiga que encara es publica.